# Українсько-домініканські відносини
Відносини між Україною та Домініканською Республікою було встановлено 21 вересня 2000 року. Відповідний Протокол був підписаний у ході зустрічі Президентів України та ДР під час Саміту Тисячоліття у Нью-Йорку.
Інтереси громадян України в Домініканській Республіці захищає Посольство України на Кубі. В Домініканській Республіці діє Почесне консульство України.

## Торгівля
За підсумками 2021 року зафіксовано суттєве зростання українського експорту до Домініканської Республіки. Експорт товарів до ДР склав 361,461 млн. дол. США. Імпорт склав 6,953 млн. дол. США. Основою експорту є чорні метали (98,8%). В імпорті з ДР переважали прилади та апарати оптичні та фотографічні (24,8%), алкогольні напої, тютюн та шкури.